# Andrija Anković
Andrija Anković (16. července 1937 Gabela – 28. dubna 1980 Split) byl jugoslávský a chorvatský fotbalista a trenér.

## Život
Anković se narodil v Gabele (v té době součást Království Jugoslávie) a svou kariéru začal v GOŠK Gabela, než odešel do NK Neretva Metković. Později hrál za chorvatský Hajduk Split v jugoslávské první lize. Za Hajduk odehrál 326 zápasů, vstřelil 250 gólů a stal se jednou z legend klubu. Poté hrál za německý klub 1. FC Kaiserslautern. V roce 1960 byl Anković členem jugoslávského týmu, který vyhrál zlato na olympijských hrách v Římě.
Za jugoslávskou reprezentaci debutoval v lednu 1960 jako náhradník ve druhém poločase v přátelském utkání proti Maroku a vstřelil pátý gól týmu. Celkem odehrál za reprezentaci 8 zápasů, ve kterých vstřelil 1 gól. Jeho posledním reprezentačním zápasem byl zápas Mistrovství světa ve fotbale v červnu 1962 proti Kolumbii.
Zemřel ve Splitu (tehdy Socialistická republika Chorvatsko) 28. dubna 1980 na infarkt ve věku 42 let. Po Ankovićovi je pojmenován Memoriál Andriji Ankoviće konaný v Gabele.